# Homalium brevepedunculatum
Homalium brevepedunculatum är en videväxtart som beskrevs av S. Elliot. Homalium brevepedunculatum ingår i släktet Homalium och familjen videväxter. Inga underarter finns listade i Catalogue of Life.